# 라덴 위자야

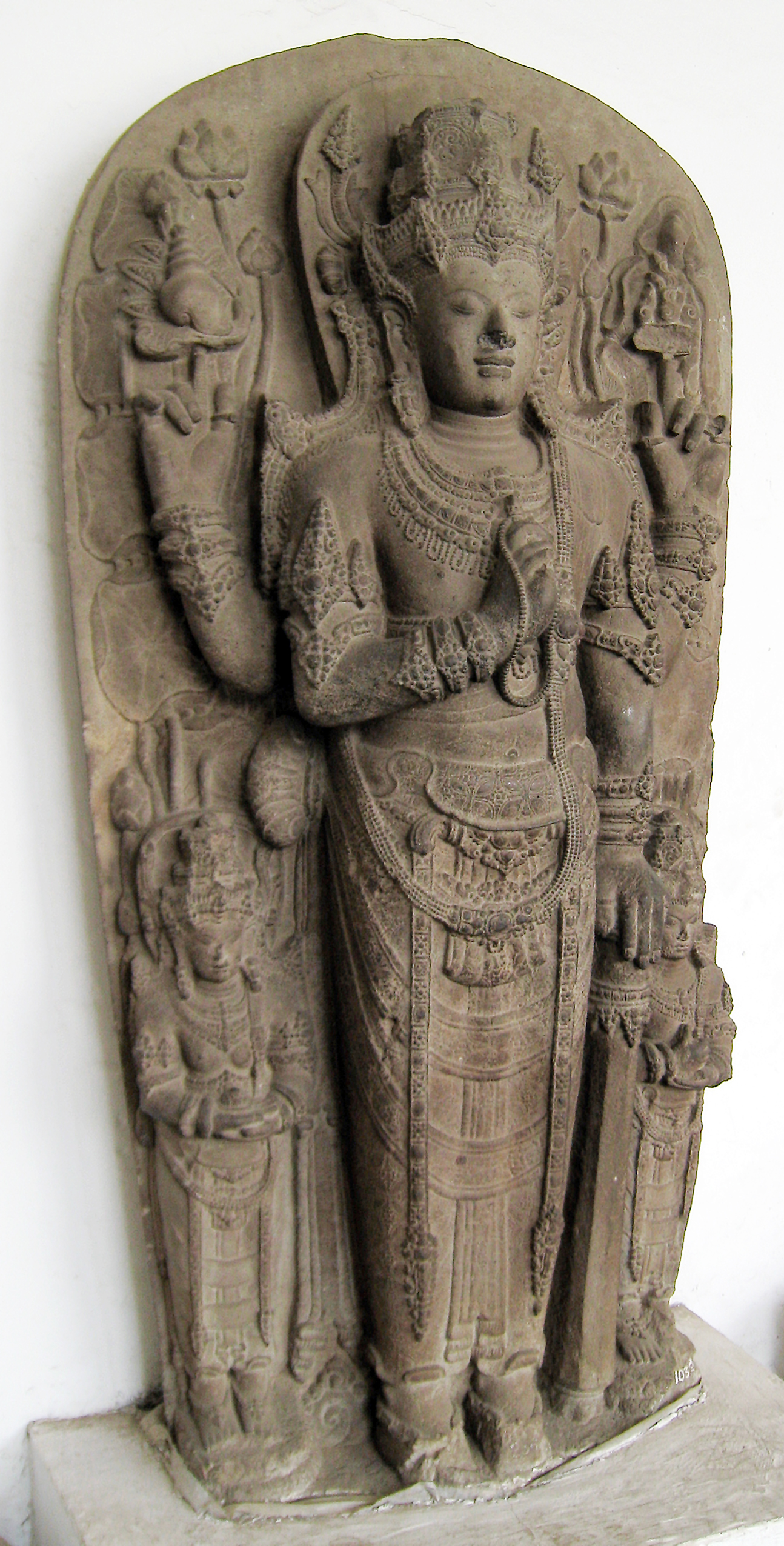
시바(Shiva)와 비슈누(Vishnu)가 결합된 신 하리하라(Harihara) 조각상. 라덴 위자야의 신성화된 형태이다. 원래는 블리타르(Blitar) 심핑 사원에 있었으나 자카르타(Jakarta) 인도네시아 국립박물관(National Museum of Indonesia)에 소장중이다.

라덴 위자야(Raden Wijaya) 혹은 라덴 비자야(Raden Vijaya), 나라랴 상라마위자야(Nararya Sangramawijaya), 왕호 케르타라자사 자야와르다나(Kertarajasa Jayawardhana, 재위 1293–1309)는 자바의 황제이자, 마자파힛 제국(Majapahit Empire)을 세운 초대 군주이다. 마자파힛 건국 역사는 파라라톤(Pararaton)과 나가라케르타가마(Nagarakertagama) 등에 기록되어 있다. 그의 통치는 쿠빌라이 칸(Kubilai Khan)의 원(元)이 파견한 해군과 육군에 대항하여 승리한 것을 특징으로 한다.(몽골의 자바 침공)

## 혈통
그의 혈통에 관한 몇 가지 설이 존재한다.
파라라톤에 의하면 라덴 위자야는 싱하사리 왕국(Singhasari kingdom)의 왕자 마히사 캄파카(Mahisa Campaka)의 아들이다.
17세기 이후 문제의 문헌인 푸스타카 라쟈라쟈 이 부미 누산타라(Pustaka Rajyarajya i Bhumi Nusantara)에 의하면, 라덴 위자야는 순다-갈루 왕국(Sunda-Galuh kingdom)의 국왕 프라부 구루 다르마시크사(Prabu Guru Darmasiksa)의 아들인 라케얀 자야다르마(Rakeyan Jayadarma)와 싱하사리 왕국 마히사 캄파카의 딸인 디야 렘부 탈(Dyah Lembu Tal)의 아들이었다. 라케얀 자야다르마는 독살되었고, 이후 디야 렘부 탈은 아들 라덴 위자야를 데리고 순다-갈루 왕국에서 친정 싱하사리 왕국으로 돌아갔다. 이 이야기는 순다 왕국(Sunda kingdom)에 있는 파자자란(Pajajaran)의 왕의 아들이라는 자카 세수루(Jaka Sesuruh)가 마자파힛의 창립자라는 바바트 타나 자위(Babad Tanah Jawi)의 이야기와 유사하다. 자카 세수루는 자신의 이복 형제 시융 와나라(Siyung Wanara)와의 경쟁으로 인하여 동쪽으로 도망갔다.
나가라크레타가마에 의하면, 디야 싱하무르티(Dyah Singhamurti)로도 알려진 디야 렘부 탈은 남성이었으며, 싱하사리 왕국의 국왕 켄 아록(Ken Arok, 1222~1227)과 왕비 켄 데데스(Ken Dedes)의 증손자이자, 마히사 웡아 텔렝(Mahisa Wonga Teleng)의 손자이자, 마히사 캄파카(Mahisa Campaka) 혹은 나라 싱하무르티(Nara Singhamurti)의 아들이었다. 나가라크레타가마는 라덴 위자야가 사망한 지 56년 뒤인 1365년에 작성되었기 때문에 나가라크레타가마의 기록을 따르는 것이 중론이다.

## 마자파힛 건국 이전
1289년, 쿠빌라이 칸(Kubilai Khan)은 싱하사리 왕국에 조공을 요구하는 사절단을 보냈지만 국왕 케르타나가라(Kertanagara)는 이를 거절하였고, 사신은 귀를 잘리는 모욕을 당했다. 사건 직후 싱하사리에 대항하는 반란이 겔랑겔랑(Gelang-Gelang, 오늘날 마디운Madiun) 공작령에서 자야카트왕(Jayakatwang)에 의해 일어났다. 1292년, 케르타나가라는 반란을 진압하려는 시도 중에 죽임당했고, 라덴 위자야는 아리아 위라라자(Aria Wiraraja) 지역의 총독과 함께 마두라(Madura)의 수메넵(Sumenep)으로 도주하였다. 라덴 위자야는 새로운 왕국을 세울 계획을 세웠다. 위자야는 아리아 위라라자가 자신을 도와 자야카트왕의 케디리 왕국(Kediri kingdom)을 전복시킨다면 그와 함께 자바를 분할할 것을 약속하였다.
위라라자의 아들 랑갈라웨(Ranggalawe)는 위자야의 세나파티(senapati) 즉 군벌 중 한 명이었으나, 이후에 그는 새로운 왕에 대항하여 반란을 일으켰다. 다른 관료 렘부 소라(Lembu Sora)와 남비(Nambi) 역시 마자파힛 건국 이후 위자야에 대항하여 각각 반란을 일으켰다.

## 마자파힛의 건국
1292년 11월, 몽골군은 케르타나가라의 모욕에 대한 보복을 위해 동자바(East Java) 투반(Tuban)에 상륙하였다. 그러나 케르타나가라는 이미 죽었다. 라덴 위자야는 우선 몽골군과 동맹을 맺고 자바의 최강 국가 케디리 왕국을 공격하였다. 1293년 자야카트왕은 패배하였고 파멸하였다. 이때 라덴 위자야는 창끝을 돌려 몽골군을 공격하였다. 몽골군은 이미 풍토병과 기후로 인하여 기세가 꺾인 상태에서 자바를 떠날 수 밖에 없었다. 라덴 위자야는 이후 마자파힛 왕국을 세웠고 크리타라자사 자야바르다나(Kritarajasa Jayavardhana)라는 칭호로 불렸다.:201,232–233

## 개인 생애
조지 코에데스(George Coedes)에 의하면, 싱하사리 왕국 몰락에 앞서 위자야는 케르타나가라의 딸 가야트리 라자파트니(Gayatri Rajapatni)와 결혼하였다. 그러나 마자파힛을 형성하는 과정에서 케르타나가라의 네 딸과 결혼하였다.
네 딸 중 첫째는 파라메스와리 트리부와나(Parameswari Tribhuwana), 둘째 프라즈나파라미타(Prajnaparamitha), 셋째 나렌드라 두히타(Narendra Duhita), 넷째 가야트리 라자파트니(Gayatri Rajapatni)였다. 네 딸과 결혼한 것은 위자야가 자신의 정통성을 확보하고 싱하사리의 잔류 세력과의 대립을 피하고자 한 것이었다. 또한 위자야는 케르타나가라의 파말라유 원정(Pamalayu expedition)을 통해, 멜라유 왕국(Melayu kingdom) 공주 인드레스와리(Indreswari) 혹은 다라 페탁(Dara Petak)을 케보 아나브랑(Kebo Anabrang)에 의해 수마트라에서 마자파힛으로 데려왔다. 파라라톤에는 다르마스라야(Dharmasraya) 공주 다라 페탁이 칼라 게멧(Kala Gemet)을 낳았다고 하지만, 나가라크레타가마에는 인드레스와리가 칼라 게멧을 낳았다고 전한다. 이를 통해 인드레스와리가 다라 페탁의 다른 이름이라고 가정할 수 있다. 라덴 위자야는 왕이 된 이후에 5명의 아내가 있었는데, 라덴 위자야 사후에는 심핑 사원(Simping temple)의 신 하리하라(Harihara)로 그려지고, 좌우에는 프라메스바리(pramesvari) 즉 왕후가 2명 있어서 한 명은 가야트리이고 다른 한 명은 트리부와나이거나 다라 페탁이라는 것을 알 수 있다.

### 가족
왕후
1. 가야트리 라자파트니(Gayatri Rajapatni) : 왕호 라자파트니 스리 라젠드라 디야 데위 가야트리(Rajapatni Sri Rajendra Dyah Dewī Gayatri)
케르타나가라(Kertanegara)의 막내딸

왕비
1. 스리 파라메스와리 디야 데위 트리부와네스와리(Sri Parameswari Dyah Dewī Tribhuwaneswari)
케르타나가라의 장녀

빈
1. 스리 마하데위 디야 데위 나렌드라두히타(Sri Mahadewī Dyah Dewī Narendraduhita) :

케르타나가라의 딸
1. 스리 자옌드라 디야 데위 프라냐 파라미타(Sri Jayendra Dyah Dewī Prajña Paramita) :

케르타나가라의 딸
1. 스리 인드레스와리(Sri Indreswari) : 본명 다라 페탁(Dara Petak), 다르마스라야(Dharmasraya) 국왕 스리맛 트리부와나라자 마우리아와르마데와(Srimat Tribhuwanaraja Mauliawarmadewa)의 딸

자식
1. 트리부와나 위자야퉁가데위(Tribhuwana Wijayatunggadewi) : 마자파힛 3대 왕, 여왕, 본명 디야 티아(Dyah Tya), 가야트리의 딸
2. 자야네가라(Jayanagara) : 마자파힛 2대 왕, 다라 페탁의 아들
3. 라자데위 마하라자사(Rajadewi Maharajasa) : 제2 다하공주(2nd Princess of Daha), 본명 디야 위얏(Dyah Wiyat), 가야트리의 딸

## 마자파힛 통치
라덴 위자야는 굳건하고 유능한 군주였다. 왕국 건립 시기 매우 유용했던 아리아 위라라자는 마두라 섬이 주어졌으며, 특별한 지위가 주어진 것이었다. 또한 아리아 위라라자는 루마장(Lumajang) 주변 자치 구역과 블람방안 반도(Blambangan Peninsula) 주어졌으며, 아들 남비(Nambi)는 재상에 임명되었다. 라덴 위자야는 라 쿠티(Ra Kuti), 라 세미(Ra Semi), 라 탄카(Ra Tanca), 라 웨뎅(Ra Wedeng), 라 유유(Ra Yuyu), 라 바냑(Ra Banyak), 라 팡사(Ra Pangsa) 7명으로 구성된 근위병을 조직하였다.

## 후계
아내 인드레스와리로부터 아들 디야 자야네가라(Dyah Jayanegara)를 얻었다. 가야트리 라자파트니로부터는 트리부와나 위자야퉁가데위(Tribhuwana Wijayatunggadewi)와 라자데위(Rajadewi) 두 딸을 얻었다. 첫번째 부인 트리부와나를 포함하여 다른 아내들은 아이가 없었던 것으로 보인다.
라덴 위자야 사후 아들 자야네가라가 그를 계승했다.

## 사망
나가라크레타가마에 의하면, 1309년 라덴 위자야가 사망하면서, 심핑 사원에 비슈누(Vishnu)와 시바(Shiva) 신의 합성인 하리하라 신으로서 매장되었다.

### 가족
정비(Supreme queen)
1. 가야트리 라자파트니(Gayatri Rajapatni) : 왕호 라자파트니 스리 라젠드라 디야 데위 가야트리(Rajapatni Sri Rajendra Dyah Dewī Gayatri)
싱하사리 왕국 국왕 케르타네가라(Kertanegara)의 막내딸

후비(Queen)
1. 스리 파라메스와리 디야 데위 트리부와네스와리(Sri Parameswari Dyah Dewī Tribhuwaneswari)
싱하사리 왕국 국왕 케르타네가라의 장녀

비빈(Consorts)
1. 스리 마하데위 디야 데위 나렌드라두히타(Sri Mahadewī Dyah Dewī Narendraduhita)
싱하사리 왕국 국왕 케르타네가라의 딸
2. 스리 자옌드라 디야 데위 프라즈냐 파라미타(Sri Jayendra Dyah Dewī Prajña Paramita)
싱하사리 왕국 국왕 케르타네가라의 딸
3. 다라 페탁(Dara Petak) : 왕호 스리 인드레스와리(Sri Indreswari)
다르마스라야(Dharmasraya)의 국왕 트리부와나라자(Tribhuwanaraja) 즉 스리맛 트리부와나라자 마울리아와르마데와(Srimat Tribhuwanaraja Mauliawarmadewa)의 딸

자녀
1. 트리부와나(Tribhuwana) : 마자파히트 제3대 국왕, 여왕
이름은 디야 티야(Dyah Tya), 가야트리(Gayatri)의 딸
2. 자야나가라(Jayanagara) : 마자파히트 제2대 국왕
다라 페탁의 아들
3. 라자데위 마하라자사(Rajadewi Maharajasa) : 제2대 다하 공주(Princess of Daha)
본명 디야 위얏(Dyah Wiyat), 가야트리의 딸

## 같이 보기
- 라자사 왕조
- 마자파힛 제국